# Rivière Forbes
Pour les articles homonymes, voir Forbes (homonymie).
La rivière Forbes est un affluent de la rive ouest de la rivière Caniapiscau dont le courant se déverse successivement dans la rivière Koksoak, puis dans la baie d'Ungava. La rivière Forbes coule vers le nord-est dans le territoire non organisé de la rivière-Koksoak, dans le Nunavik, dans la région administrative du Nord-du-Québec, au Québec, au Canada.

## Géographie
Les bassins versants voisins de la rivière Forbes sont :
- côté nord : rivière aux Mélèzes ;
- côté est : rivière Caniapiscau ;
- côté sud : rivière Châteauguay (Nord-du-Québec) ;
- côté ouest : rivière Aigneau, rivière Delay, lac Aigneau, lac Forbes, lac Bergeron.

Les deux principaux plans d'eau du bassin versant de la rivière Forbes sont :
- le lac Forbes (longueur : 6,7 km ; largeur : 3,0 km) situé du côté nord-ouest de la rivière. L'embouchure du lac est situé au nord-est à 30,8 km en ligne directe (ou 50,0 km en suivant le courant) au sud-ouest de l'embouchure de la rivière Forbes. La décharge du lac Forbes coule sur 5,9 km vers le sud-est en traversant le lac Natwayasu, pour rejoindre le cours principal de la rivière Forbes ; et
- le lac Minguarutittalik (longueur : 6,0 km ; largeur : 3,0 km) situé du côté sud-est de la rivière. La décharge de ce lac coule sur 19,3 km vers le nord en traversant neuf lacs pour atteindre la rive sud de la rivière Forbes à 10,9 km en ligne directe (ou 16,7 km en suivant le courant) au sud-ouest de l'embouchure de cette dernière.

Dans sa partie supérieure, la rivière Forbes comporte deux branches principales dont les points supérieurs sont situés près de la ligne de partage des eaux avec le versant est de la rivière Aigneau :
- branche sud : à partir de sa tête, cette branche coule sur 23,1 km vers le nord en recueillant les eaux d'une vingtaine de décharges ;
- branche sud-ouest : à partir de sa tête, cette branche coule sur 18,9 km vers le nord-est, jusqu'à la confluence des deux branches.

À partir de la confluence de ces deux branches, la rivière Forbes coule sur :
- 4,2 km vers le nord, jusqu'à la décharge du lac Forbes ;
- 33,3 km vers le nord-est, en serpentant jusqu'à la décharge du lac Minguarutittalik ;
- 16,7 km vers le nord-est, en serpentant jusqu'à son embouchure, situé sur la rive ouest de la rivière Caniapiscau.

## Toponymie
Le terme Forbes (homonymie) est associé à un patronyme de famille d'origine anglaise. La variante traditionnelle autochtone pour désigner cette rivière est "Sanguillaajuq".
Le toponyme rivière Forbes a été officialisé le 5 décembre 1968 par la Commission de toponymie du Québec.